# مسرح فرنيزي

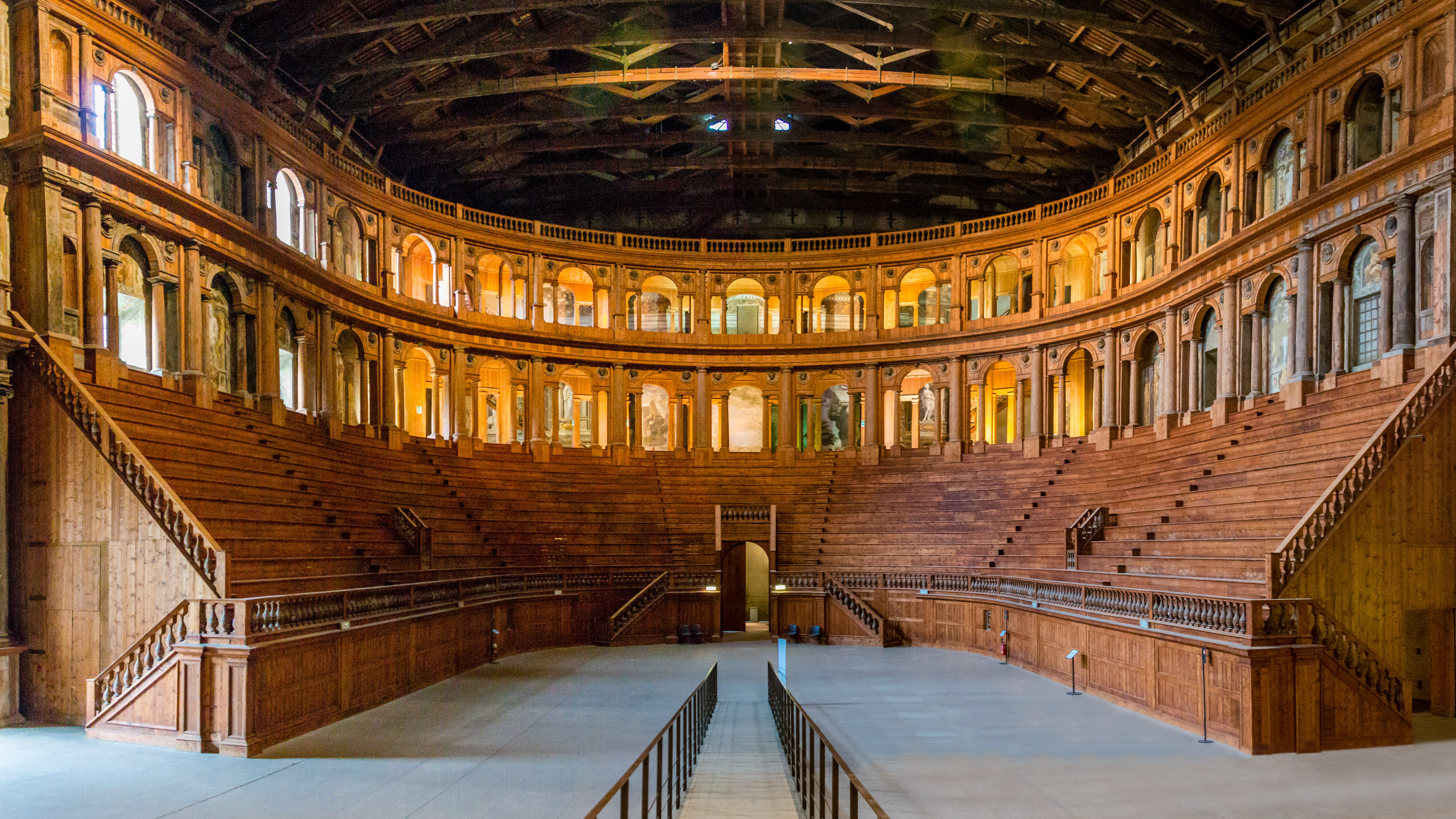
مسرح فرنيزي في بَرمة

مسرح فرنيزي هو مسرح من عصر النهضة بمدينة بَرمة في إيطاليا. بناه جيوفان بَاتستة اليُتّي عام 1618. جاءت فكرة إنشاء هذا المسرح الكبير من دوق بَرمة رانُجيو فرنيزي. دُمر المسرح جُلّ بسبب غارة جوية للحلفاء خلال الحرب العالمية الثانية (1944). أعيد بناؤه وافتتاحه عام 1962.